# Zespół Cowden

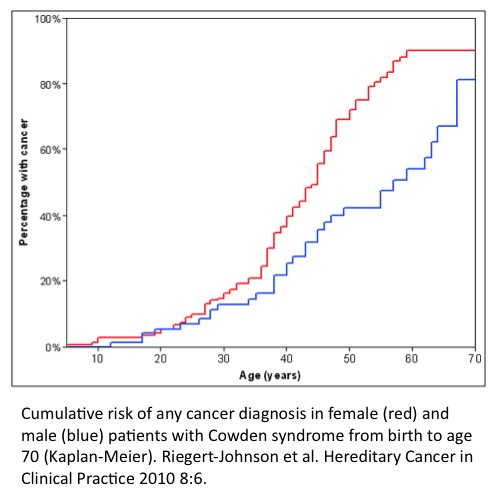
Skumulowane ryzyko jakiejkolwiek diagnozy nowotworowej u kobiet (kolor czerwony) i mężczyzn (kolor niebieski) z zespołem Cowden od urodzenia do 70. roku życia

Zespół Cowden (choroba Cowden, ang. Cowden syndrome, CS, Cowden disease, CD, multiple hamartoma syndrome, MHAM) – zespół objawów charakteryzujący się licznymi ogniskami hamartoma, łagodnych nowotworów oraz predyspozycją do zachorowań na raka sutka, jajnika i tarczycy. Może też występować rzadki nienowotworowy guz mózgu – choroba Lhermitte’a-Duclos. W 85% przypadków za zespół Cowden odpowiada autosomalnie dominująco dziedziczona mutacja antyonkogenu PTEN. W pozostałych 15% przyczyna jest nieznana, choć prawdopodobnie związana z ograniczeniem aktywności supresorowej białka PTEN. Częstość występowania zespołu Cowden oceniana jest na 1:200 000 osób. W 90% choroba jest diagnozowana przed dwudziestym rokiem życia. 99% zmian sprzed okresu diagnozy to zmiany skórne. 
Pierwszy przypadek choroby przedstawili Lloyd i Dennis w 1963 roku. Ich 20-letnia pacjentka nazywała się Rachel Cowden.

## Objawy i przebieg
Najczęstszymi objawami w zespole Cowden są:
- tricholemmomata skóry, papillomatosis skóry i błon śluzowych, rogowacenie akralne (99%)
- dysplazja włóknisto-torbielowata sutka (76% kobiet)
- gruczolakorak sutka (30-50% kobiet)
- makrocefalia (30-40%)
- wole wieloguzkowe (50-67%)
- gruczolaki tarczycy
- rak tarczycy (zwykle pęcherzykowy) (3-10%)
- polipy hamartomatyczne jelita (30%)
- acanthosis przełyku (30%)
- mnogie mięśniaki gładkokomórkowe (włókniaki) macicy i (lub) macica dwurożna (44% kobiet).

## Rozpoznanie
Ustalono kryteria diagnostyczne dla zespołu Cowden (International Cowden Consortium, National Comprehensive Cancer Network). Wyróżniono trzy grupy objawów:
- Objawy patognomoniczne:
  - choroba Lhermitte’a-Duclos u dorosłego (móżdżkowy guz dysplastyczny typu gangliocytoma)
  - zmiany śluzówkowo-skórne:
    - trichilemmomata twarzy
    - rogowacenie akralne
    - papillomatosis
    - zmiany śluzówek.
- Duże objawy:
  - rak sutka
  - rak tarczycy (nierdzeniasty, zwłaszcza pęcherzykowy)
  - makrocefalia (obwód głowy mierzony przez guzowatość potyliczną i czoło ≥97 percentyla)
  - rak trzonu macicy.
- Małe objawy:
  - inne zmiany tarczycy (gruczolaki, wole guzkowe)
  - opóźnienie umysłowe (IQ ≤75)
  - hamartomatyczne polipy jelita
  - dysplazja włóknisto-torbielowata sutka
  - tłuszczaki
  - włókniaki
  - guzy dróg moczowo-płciowych (zwłaszcza rak nerki)
  - malformacje układu moczowo-płciowego
  - włókniaki macicy.

Wstępne rozpoznanie zespołu Cowden można postawić, jeśli probantka spełnia następujące kryteria:
- jeden objaw patognomoniczny z grupy objawów skórno-śluzówkowych, jeśli są to:
  - ≥6 grudek twarzy, z których ≥3 to tricholemmomata, lub
  - grudki skóry twarzy i brodawczakowatość śluzówki jamy ustnej, lub
  - brodawczakowatość śluzówki jamy ustnej  i rogowacenie akralnych części kończyn, lub
  - ≥6 rogowaceń dłoni i (lub) stóp, lub
- ≥2 duże objawy, lub
- jeden duży i ≥3 małe objawy, lub
- ≥4 małe kryteria.

Jeśli wśród krewnych jest osoba spełniająca wyżej wymienione kryteria diagnostyczne zespołu Cowden, u jej krewnych rozpoznanie zespołu zostanie postawione po spełnieniu następujących kryteriów:
- obecności objawu patognomonicznego, lub
- dowolnego dużego objawu bez objawów małych, lub
- ≥2 objawów małych, lub
- zespołu Bannayana-Rileya-Ruvalcaby w wywiadzie.